# Словенија на Европском првенству у атлетици на отвореном 2014.
Словенија је учествовала на Европском првенству у атлетици на отвореном 2014. одржаном у Цириху од 12. до 17. августа. Репрезентацију Словеније представљало је 15 спортиста (4 мушкарца и 11 жена) који су се такмичили у седам дисциплине.
На овом првенству представници Словеније нису освојили ниједну медаљу. Постигнути су један национални рекорд, један лични релкорд и један најбољи лични резултат сезоне.
У табели успешности (према броју и пласману такмичара који су учествовали у финалним такмичењима (првих 8 такмичара)) Словенија је са четири учесника у финалу заузела 29 место са 9 бодова, од 34 земље које су имале представнике у финалу. На првенству је учествовало 50 земаља чланица ЕАА.

## Учесници по дисциплинама
| Дисциплина       | Мушкарци      | Жене                            |
| ---------------- | ------------- | ------------------------------- |
| 100 м            | —             | Кристина Жумбер, Маја Михалинец |
| 200 м            | Јан Жумер     | Кристина Жумбер², Сабина Вејт   |
| 800 м            | Жан Рудолф    | —                               |
| 1.500 м          | —             | Соња Роман                      |
| 5.000 м          | —             | Соња Роман²                     |
| 100 м препоне    | —             | Марина Томич                    |
| 3.000 м препреке | —             | Маруша Мишмаш                   |
| Скок мотком      | —             | Тина Шутеј                      |
| Скок удаљ        | —             | Нина Ђорђевић                   |
| Троскок          | —             | Снежана Вукмировић              |
| Бацање кладива   | Примож Козмус | Барбара Шпилер                  |
| Бацање копља     | Матија Крањц  | Мартина Ратеј                   |

## Резултати

### Мушкарци
| Атлетичар     | Дисциплина     | Лични рекорд | Квалификације | Квалификације | Полуфинале           | Полуфинале           | Финале               | Финале       | Детаљи |
| Атлетичар     | Дисциплина     | Лични рекорд | Резултат      | Место         | Резултат             | Место                | Резултат             | Место        | Детаљи |
| ------------- | -------------- | ------------ | ------------- | ------------- | -------------------- | -------------------- | -------------------- | ------------ | ------ |
| Јан Жумер     | 200 м          | 20,59        | 21,47         | 8. у гр. 3    | Није се квалификовао | Није се квалификовао | Није се квалификовао | 27 / 31 (32) |        |
| Жан Рудолф    | 800 м          | 1:46,79 НР   | 1:48,75       | 8. у гр. 4    |                      |                      | Није се квалификовао | 22 / 34      |        |
| Примож Козмус | бацање кладива | 82,58 НР     | 75,87 КВ      | 3. у гр. А    | 77,46 ЛРС            | 6 / 21 (22)          |                      |              |        |
| Матија Крањц  | бацање копља   | 79,22 НР     | 80,46 НР      | 2. у гр. А кв | 78,27                | 8 / 30 (32)          |                      |              |        |

### Жене
| Атлетичарка        | Дисциплина       | Лични рекорд | Квалификације | Квалификације | Полуфинале            | Полуфинале            | Финале                | Финале       | Детаљи |
| Атлетичарка        | Дисциплина       | Лични рекорд | Резултат      | Место         | Резултат              | Место                 | Резултат              | Место        | Детаљи |
| ------------------ | ---------------- | ------------ | ------------- | ------------- | --------------------- | --------------------- | --------------------- | ------------ | ------ |
| Маја Михалинец     | 100 м            | 11,55        | 11,52 ЛР      | 6. у гр. 4    | Нису се квалификовале | Нису се квалификовале | Нису се квалификовале | 25 / 36 (37) | [ 2 ]  |
| Кристина Жумбер    | 100 м            | 11,50        | 11,85 ЛРС     | 7. у гр. 3    | Нису се квалификовале | Нису се квалификовале | Нису се квалификовале | 33 / 37 (38) | [ 2 ]  |
| Кристина Жумбер    | 200 м            | 23,51        | 24,24         | 7. у гр. 2    | Нису се квалификовале | Нису се квалификовале | Нису се квалификовале | 31 / 34 (35) | [ 3 ]  |
| Сабина Вејт        | 200 м            | 22,74        | 23,72         | 5. у гр. 3    | 23,99                 | 7. у пф. 2            | Није се квалификовала | 22 / 34 (35) | [ 4 ]  |
| Соња Роман         | 1.500 м          | 4:02,13 НР   | 4:16,38       | 8. у гр. 1    |                       |                       | Није се квалификовала | 19 / 25      | [ 5 ]  |
| Соња Роман         | 5.000 м          | 15:40,41     |               |               |                       |                       | НЗ                    | НЗ           | [ 6 ]  |
| Марина Томич       | 100 м            | 12,94        | 13,12         | 5. у гр. 2    | 13,32                 | 9. у пф 1             | Није се квалификовала | 17 / 30 (31) | [ 7 ]  |
| Маруша Мишмаш      | 3.000 м препреке | 9:40,49 НР   | 9:51,51       | 6. у гр. 1    |                       |                       | 9:54,75               | 10 / 20 (22) | [ 8 ]  |
| Тина Шутеј         | скок мотком      | 4,61 НР      | 4,45          | 6. у гр. А кв | 4,35                  | =10 / 27 (29)         | [ 9 ]                 |              |        |
| Нина Ђорђевић      | скок удаљ        | 6,58         | 6,44          | 4. у гр. Б кв | 13,82                 | 12 / 27 (28)          | [ 10 ]                |              |        |
| Снежана Вукмировић | троскок          | 14,58        | 13,78         | 2. у гр. А    | 6,81                  | 7 / 23                | [ 11 ]                |              |        |
| Барбара Шпилер     | бацање кладива   | 71,25 НР     | 64,48         | 8. у гр. А    | Није се квалификовала | 16 / 22 (25)          | [ 12 ]                |              |        |
| Мартина Ратеј      | бацање копља     | 67,16 НР     | 61,87         | 1. у гр. Б КВ | 61,58                 | 6 / 22                | [ 13 ]                |              |        |